# Syntormon cilitibia
Syntormon cilitibia är en tvåvingeart som beskrevs av Stackelberg 1947. Syntormon cilitibia ingår i släktet Syntormon och familjen styltflugor. Inga underarter finns listade i Catalogue of Life.